# Goransko
Goransko (cyr. Горанско) – wieś w Czarnogórze, w gminie Plužine. W 2011 roku liczyła 274 mieszkańców.